# Bouhans
Pour les articles homonymes, voir Bouhans-et-Feurg.
Bouhans est une commune française située dans le département de Saône-et-Loire en région Bourgogne-Franche-Comté.

## Géographie
Bouhans fait partie de la Bresse louhannaise.

### Climat
Pour des articles plus généraux, voir Climat de la Bourgogne-Franche-Comté et Climat de Saône-et-Loire.
En 2010, le climat de la commune est de type climat océanique dégradé des plaines du Centre et du Nord, selon une étude du Centre national de la recherche scientifique s'appuyant sur une série de données couvrant la période 1971-2000. En 2020, Météo-France publie une typologie des climats de la France métropolitaine dans laquelle la commune est exposée à un climat semi-continental et est dans la région climatique Bourgogne, vallée de la Saône, caractérisée par un bon ensoleillement (1 900 h/an), un été chaud (18,5 °C), un air sec au printemps et en été et des vents faibles.
Pour la période 1971-2000, la température annuelle moyenne est de 11,1 °C, avec une amplitude thermique annuelle de 17,7 °C. Le cumul annuel moyen de précipitations est de 973 mm, avec 11,8 jours de précipitations en janvier et 8 jours en juillet. Pour la période 1991-2020, la température moyenne annuelle observée sur la station météorologique de Météo-France la plus proche, « Lombard », sur la commune de Lombard à 16 km à vol d'oiseau, est de 12,1 °C et le cumul annuel moyen de précipitations est de 1 128,6 mm. 
La température maximale relevée sur cette station est de 39,5 °C, atteinte le 24 juillet 2019 ; la température minimale est de −16,5 °C, atteinte le 5 février 2012,,.
Les paramètres climatiques de la commune ont été estimés pour le milieu du siècle (2041-2070) selon différents scénarios d'émission de gaz à effet de serre à partir des nouvelles projections climatiques de référence DRIAS-2020. Ils sont consultables sur un site dédié publié par Météo-France en novembre 2022.

## Urbanisme

### Typologie
Au 1er janvier 2024, Bouhans est catégorisée commune rurale à habitat très dispersé, selon la nouvelle grille communale de densité à sept niveaux définie par l'Insee en 2022.
Elle est située hors unité urbaine et hors attraction des villes,.

### Occupation des sols
L'occupation des sols de la commune, telle qu'elle ressort de la base de données européenne d’occupation biophysique des sols Corine Land Cover (CLC), est marquée par l'importance des territoires agricoles (96,1 % en 2018), une proportion sensiblement équivalente à celle de 1990 (96,3 %). La répartition détaillée en 2018 est la suivante : 
zones agricoles hétérogènes (58,9 %), prairies (33,1 %), terres arables (4 %), forêts (3,7 %), milieux à végétation arbustive et/ou herbacée (0,2 %). L'évolution de l’occupation des sols de la commune et de ses infrastructures peut être observée sur les différentes représentations cartographiques du territoire : la carte de Cassini (XVIIIe siècle), la carte d'état-major (1820-1866) et les cartes ou photos aériennes de l'IGN pour la période actuelle (1950 à aujourd'hui).

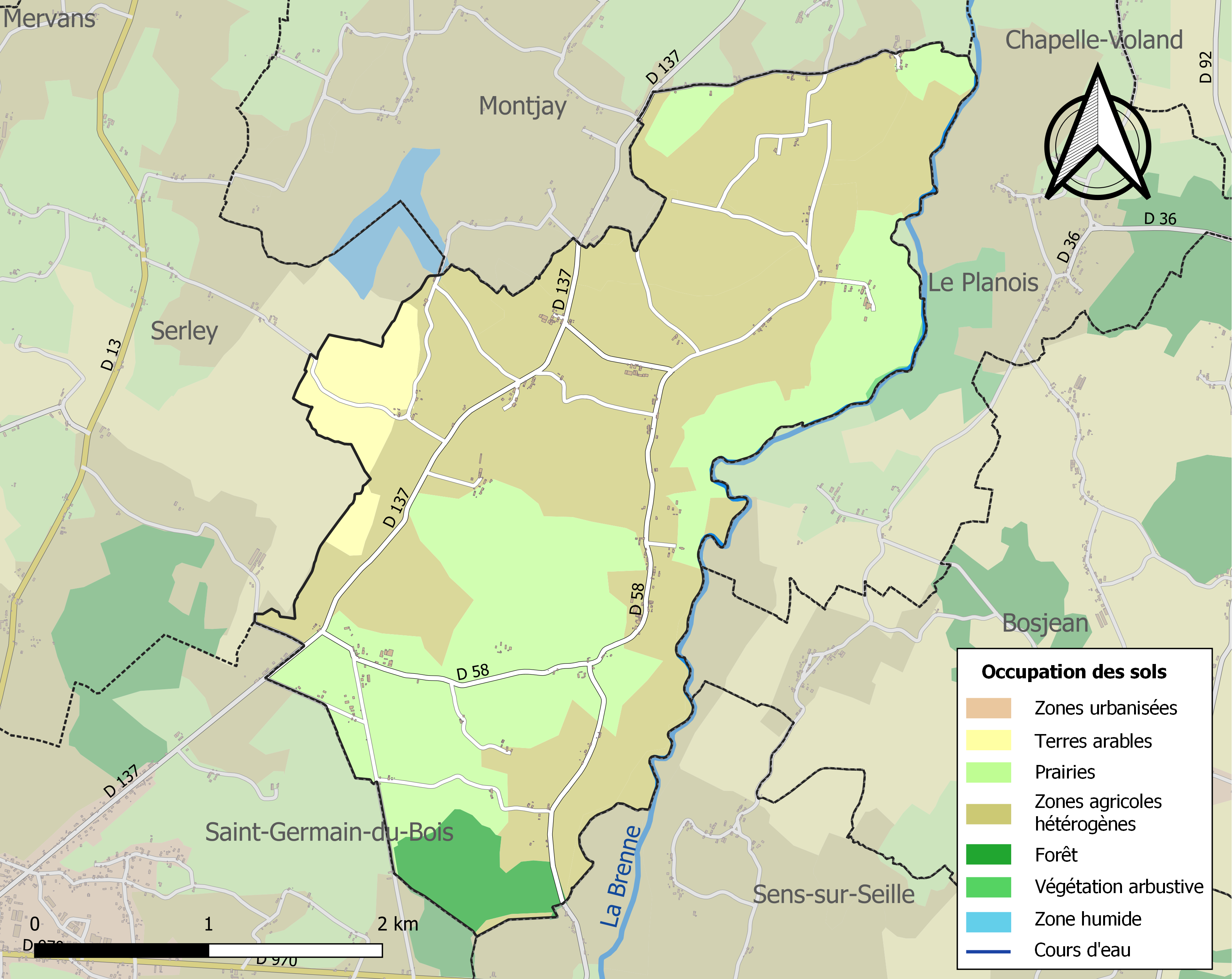
Carte des infrastructures et de l'occupation des sols de la commune en 2018 (CLC).

## Toponymie
Dans le Royaume de Bourgogne, les lieux-dits  portent  l'empreinte du peuplement germanique. La plupart des lieux sont formés d'un patronyme et du suffixe germanique ingos qui remplace le suffixe gallo-romain iacum avec la même signification : « la propriété de la famille de ... ». Ces toponymes se terminent aujourd'hui par ans, and, ant ou ens avec par exemple Louhans, Épervans, Cenans,  Berland (Isère) etc..
Bouhans était appelé Boens en 1114.

## Histoire
En 1114, Gautier Ier, évêque de Chalon-sur-Saône, donne l'église de Bouhans à l'abbaye Saint-Marcel-lès-Chalon, qu'il confirme dans un synode la même année.
Bouhans, sous le vocable de saint Martin, était au patronage du prieur de Saint-Marcel et relevait avant la Révolution de l'archiprêtré de Mervans.

## Politique et administration

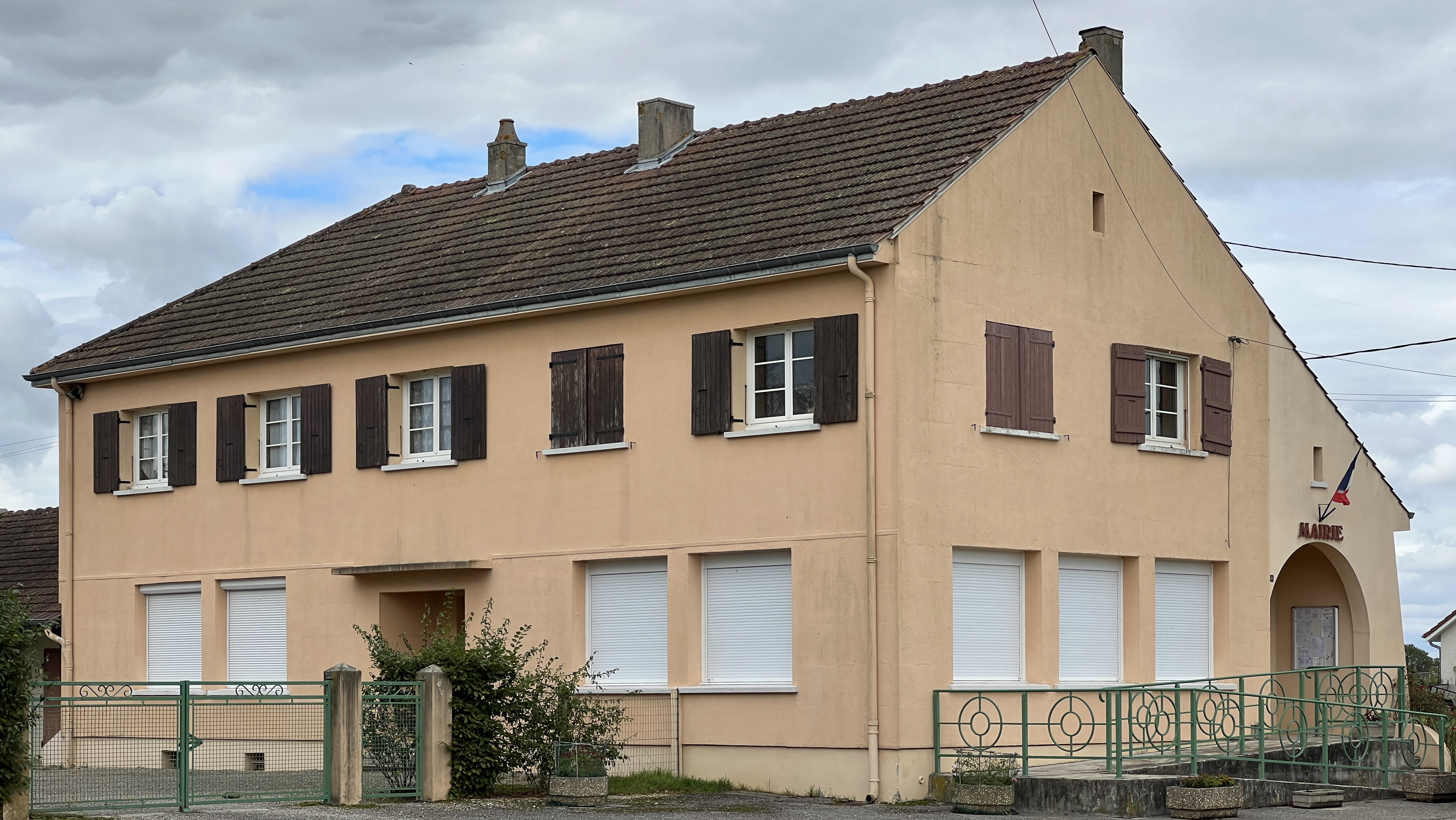
La mairie.

| Période                                  | Période   | Identité        | Étiquette | Qualité           |
| ---------------------------------------- | --------- | --------------- | --------- | ----------------- |
| mars 1989                                | mars 2008 | Gérard Desbois  |           | Retraité agricole |
| mars 2008                                | mars 2014 | Éric Fèvre      |           |                   |
| mars 2014                                | En cours  | Daniel Michelin |           |                   |
| Les données manquantes sont à compléter. |           |                 |           |                   |

## Démographie
L'évolution du nombre d'habitants est connue à travers les recensements de la population effectués dans la commune depuis 1793. Pour les communes de moins de 10 000 habitants, une enquête de recensement portant sur toute la population est réalisée tous les cinq ans, les populations de référence des années intermédiaires étant quant à elles estimées par interpolation ou extrapolation. Pour la commune, le premier recensement exhaustif entrant dans le cadre du nouveau dispositif a été réalisé en 2006.

En 2022, la commune comptait 176 habitants, en évolution de +1,73 % par rapport à 2016 (Saône-et-Loire : −1,06 %, France hors Mayotte : +2,11 %).
| 1793 | 1800 | 1806 | 1821 | 1831 | 1836 | 1841 | 1846 | 1851 |
| ---- | ---- | ---- | ---- | ---- | ---- | ---- | ---- | ---- |
| 458  | 466  | 530  | 458  | 475  | 552  | 545  | 123  | 540  |

| 1856 | 1861 | 1866 | 1872 | 1876 | 1881 | 1886 | 1891 | 1896 |
| ---- | ---- | ---- | ---- | ---- | ---- | ---- | ---- | ---- |
| 535  | 487  | 484  | 475  | 477  | 487  | 461  | 457  | 462  |

| 1901 | 1906 | 1911 | 1921 | 1926 | 1931 | 1936 | 1946 | 1954 |
| ---- | ---- | ---- | ---- | ---- | ---- | ---- | ---- | ---- |
| 490  | 484  | 479  | 410  | 396  | 382  | 365  | 350  | 331  |

| 1962 | 1968 | 1975 | 1982 | 1990 | 1999 | 2006 | 2011 | 2016 |
| ---- | ---- | ---- | ---- | ---- | ---- | ---- | ---- | ---- |
| 305  | 241  | 185  | 174  | 168  | 154  | 155  | 150  | 173  |

| 2021 | 2022 | - | - | - | - | - | - | - |
| ---- | ---- | - | - | - | - | - | - | - |
| 177  | 176  | - | - | - | - | - | - | - |

## Culte
Bouhans est rattachée à la paroisse de la Sainte-Trinité en Bresse, créée en 2000, qui compte 23 bourgs (siège à Saint-Germain-du-Bois).

## Culture locale et patrimoine

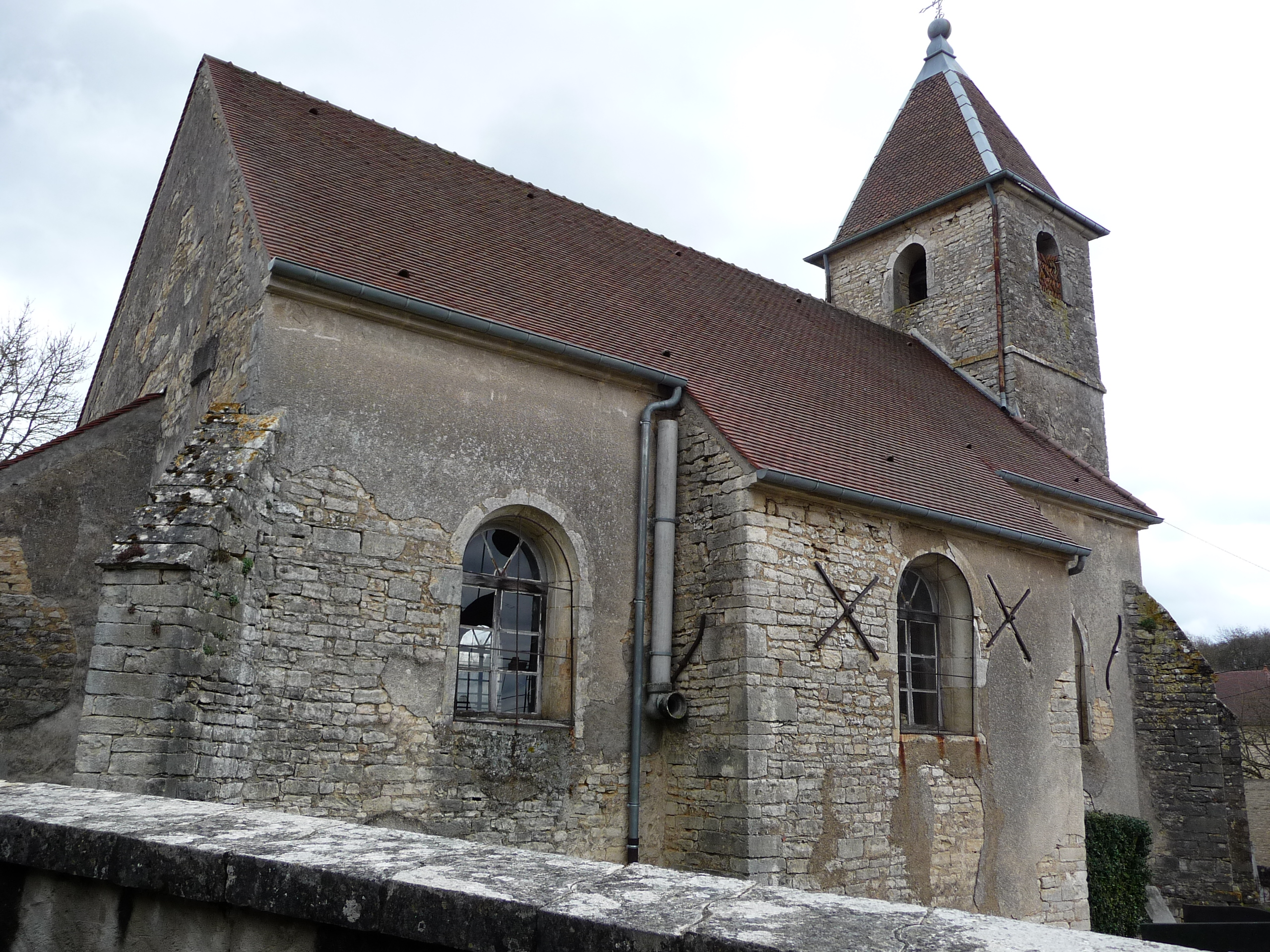
L'église en 2009.

### Lieux et monuments
- L'église sous le vocable de saint Martin, qui a été édifiée en 1719 (la date figure sur le portail d’entrée), et qui a été restaurée en 1823 ; la flèche du clocher a été reconstruite en 1862[20].
- Le château de la Balme a été démoli vers 1818[21]. Seule subsiste sa grille d'entrée, réinstallée en 1826 devant l'école nationale vétérinaire de Lyon, actuel conservatoire national supérieur de musique et de danse de Lyon.

## Pour approfondir